# Yvonne Schulz Zinda
Yvonne Schulz Zinda (* 1965) ist eine deutsche Koreanistin.

## Leben
Sie studierte von 1985 bis 1993 Sinologie, Philosophie, Politikwissenschaft und Koreanistik an der Universität München , der School of Oriental and African Studies in London und der Fu-Jen-Universität. Nach der Promotion zum Dr. phil. 2001 lehrt sie seit 2012 als Professorin für zeitgenössische ostasiatische Kulturen an der Universität Hamburg.
Ihre Forschungsschwerpunkte sind akademische Disziplinen der Geisteswissenschaften während des sozialistischen Aufbaus der 1950er bis 1970er Jahre (Nordkorea/China), Geschichte des Films, moderne Philosophie (China) und Schulbücher (Ende 19., Anfang 20. Jahrhundert).

## Schriften (Auswahl)
- „Li“ und „Shi“ als ontologische Antwort auf das Humesche Kausalitätsproblem innerhalb des Induktionsproblems in Jin Yuelins Werk Lun Dao. Hamburg 2001.
- Jin Yuelin's ontology. Perspectives on the problem of induction. Leiden 2012, ISBN 978-90-04-17666-9.